# Деца шпиони: Краят на времето
„Деца шпиони: Краят на времето“ (на английски: Spy Kids: All the Time in the World) е американска комедия от 2011 г. Неговите продължения са: „Деца шпиони“ (2001), „Деца шпиони: Островът на изгубените мечти“ (2002) и „Деца шпиони 3D: Краят на играта“ (2003). Режисиран е от Робърт Родригес. Продуциран е от Робърт Родригес. Сценаристът е от Робърт Родригес. Участват във филма: Антонио Бандерас, Джесика Алба, Дани Трехо, Алекса Вега, Джоел Макхейл, Дарил Сабара, Мелиса Кордеро, Джеръми Пивън, Роуън Бланшард и др. Филмът е озвучен на български език с гласовете на актьорите: Златина Тасева, Филип Аврамов, Здрава Каменова, Живко Джуранов, Мина Костова, Мартин Герасков, Ненчо Балабанов, Ася Рачева, Чавдар Монов и др.